# Shading
Shading oder Schattierung ist ein Begriff aus der 3D-Computergrafik, der im weiten Sinn die Simulation der Oberflächeneigenschaften von Objekten bezeichnet. Im Speziellen bezeichnet Shading die Anwendung eines Interpolationsverfahrens, mit dem der Normalenvektor auf beliebigen Punkten eines Polygonnetzes berechnet wird. Interpolative Shading-Techniken können dazu verwendet werden, um Oberflächen „glatter“ aussehen zu lassen.

## Shading-Techniken
- Flat Shading (auch constant shading, faceted shading[3] oder konstante Schattierung) führt keine Interpolation durch, sondern greift auf die Farbe eines Vertex des gerade zu zeichnenden Polygons zurück. Diese Farbe wird für alle Pixel innerhalb des Polygons verwendet.
- Beim Gouraud Shading (auch intensity interpolation shading oder Color Interpolation Shading) wird die Beleuchtung auf die Vertices des Polygons angewendet, die Farbwerte der einzelnen Pixel jedoch aus den Farbwerten der Vertices interpoliert.
- Phong Shading (auch normal-vector interpolation shading) interpoliert für jedes Pixel aus den Normalen der Vertices eine interpolierte Normale des Pixels, und wendet das Beleuchtungsmodell für jedes Pixel mit einer neuen Normale an.

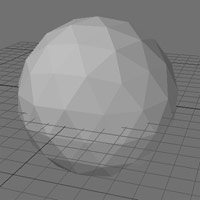
Kugel mit lambertschem Beleuchtungsmodell und Flat Shading
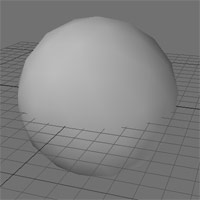
Kugel mit lambertschem Beleuchtungsmodell und Gouraud Shading

## Shading im Allgemeinen
Zu Shading im weiten Sinn siehe Material (3D-Computergrafik).